# Quiero abrazarte tanto (canción)
Quiero abrazarte tanto es el título de una canción compuesta por Víctor Manuel y publicada en 1970.

## Descripción
Calificado de himno generacional, el tema describe la pasión del autor por el cuerpo de su amada. Una canción sobre el fervor y deseo y que pese a su alto contenido sexual, paradójicamente superó sin problema la revisión de la censura franquista.
Según el autor, la letra la escribió en la ciudad de la La Haya y la música la compuso en México DF y estaba dedicado a una chica canaria que había conocido en Caracas.
El tema alcanzó un enorme éxito no solo en España, donde el 5 de diciembre de 1970 alcanzó el número uno en la lista de los sencillos más vendidos de España además de número uno lista de éxitos de Los 40 Principales la semana del 5 de enero de 1970, sino también en Latinoamérica, llegando a conseguir el número 3 en las listas de éxitos de Argentina en diciembre de 1970.

## Versiones
Versionada por en 1972 por Marco Antonio Muñiz, en 1985 por Vicente Fernández, en tono balada, y por Álex Bueno , a ritmo de bachata , por Julia Zenko en 1995, por El Consorcio en 2000, que la incluye en su LP Las canciones de mi vida, por Soledad Pastorutti en 2001, por Jorge Muñiz en 2015 y por Edith Márquez en tono ranchera.
El 2008 el autor la grabó junto a Raphael y Ana Belén y en 2014 con Ismael Serrano. La canción se incluye en el álbum retrospectivo La vida en canciones (2022), en la que Víctor Manuel la interpreta tanto con Rozalén